# 1987年の全日本スポーツプロトタイプカー耐久選手権
1987年の全日本スポーツプロトタイプカー耐久選手権は、1987年4月12日に鈴鹿サーキットで開幕し、11月29日に富士スピードウェイで閉幕するまで全7戦が組まれたが、西仙台ラウンドが中止になり、実質全6戦で争われた。

## 開催カレンダー
| 開催日   | 開催地 | イベント名                   | 優勝 | 優勝                                                           | PP | PP                                       |
| 開催日   | 開催地 | イベント名                   | #    | ドライバー - 周回数 / 車種                                     | #  | ドライバー - タイム / 車種               |
| 4月12日  | 鈴鹿   | インターナショナル鈴鹿500km  | 27   | 岡田秀樹 マイク・サックウェル 85周 / ポルシェ・962C            | 27 | 岡田秀樹 1分54秒016 / ポルシェ・962C     |
| 5月3日   | 富士   | 全日本富士1000km             | 36   | アラン・ジョーンズ ジェフ・リース 関谷正徳 226周 / トヨタ・87C | 32 | 長谷見昌弘 1分15秒450 / マーチ・87G/日産 |
| 7月19日  | 富士   | 全日本富士500マイル          | 1    | 高橋国光 ケネス・アチソン 茂木和男 93周 / ポルシェ・962C       | 27 | 岡田秀樹 1分17秒320 / ポルシェ・962C     |
| 8月23日  | 鈴鹿   | インターナショナル鈴鹿1000km | 36   | ジェフ・リース 関谷正徳 小河等 171周 / トヨタ・87C             | 36 | ジェフ・リース 1分53秒137 / トヨタ・87C  |
| 9月27日  | 富士   | WEC-JAPAN                    |      | ヤン・ラマース ジョン・ワトソン 224周 / ジャガー・XJR-8        | 28 | 和田孝夫 1分19秒021 / マーチ・86G/日産   |
| 10月4日  | 西仙台 | WSPCスーパースプリント       |      | 中止                                                           |    |                                          |
| 11月29日 | 富士   | 全日本富士500km              | 1    | 高橋国光 ケネス・アチソン 112周 / ポルシェ・962C               | 28 | 和田孝夫 1分41秒075 / マーチ・86G/日産   |

## 主なエントリー
| No. | マシン                            | ドライバー                                                              | エントラント                         | タイヤ |
| --- | --------------------------------- | ----------------------------------------------------------------------- | ------------------------------------ | ------ |
| 1   | ポルシェ・962C                    | 高橋国光 ケネス・アチソン 茂木和男                                      | アドバンアルファノバ                 | Y      |
| 2   | ポルシェ・962C                    | 戸谷千代三 長坂尚樹 小河等 赤池卓                                       | アルファキュービックレーシングチーム | B      |
| 3   | トムス・86C/トヨタ                | ウィル・ホイ 星野薫(Rd.2-5) アンドリュー・ギルバート＝スコット (Rd.3,7) | オートビューレックモータースポーツ   | D      |
| 7   | LM・07/トヨタ                     | 中子修 マウリシオ・サンドロ・サラ 佐藤浩二                              | ベストハウスレーシングチーム         | Y      |
| 16  | ポルシェ・962C                    | クリス・ニッセン フォルカー・ヴァイドラー オスカー・ララウリ            | レイトンハウスレーシングチーム       | B      |
| 23  | マーチ・87G/日産 マーチ・86G/日産 | 星野一義 高橋健二 デイヴ・スコット                                      | ホシノレーシング                     | B      |
| 27  | ポルシェ・962C                    | 岡田秀樹 マイク・サックウェル                                           | フロムAレーシング                    | B      |
| 28  | マーチ・86G/日産                  | 和田孝夫 アンデルス・オロフソン                                         | パーソンズレーシングチーム           | Y      |
| 32  | マーチ・86G/日産 マーチ・87G/日産 | 長谷見昌弘 鈴木亜久里                                                   | ハセミモータースポーツ               | D      |
| 36  | トヨタ・87C                       | アラン・ジョーンズ ジェフ・リース 関谷正徳 小河等 マウロ・バルディ      | トヨタ・チーム・トムス               | B      |
| 37  | トヨタ・87C                       | 関谷正徳 小河等                                                         | トヨタ・チーム・トムス               | B      |
| 38  | 童夢・86C/トヨタ 童夢・87C/トヨタ | エイエ・エリジュ ロス・チーバー                                         | 童夢                                 | D      |
| 50  | サード・MC87S/トヨタ              | 佐々木秀六 デビッド・シアーズ 浅井順久 赤池卓                           | サード                               | D      |
| 99  | ポルシェ・962C                    | デレック・ベル エイエ・エリジュ ジェフ・ブラバム                        | ロスマンズ・ポルシェ・チームシュパン | D      |
| 100 | ポルシェ・962C                    | バーン・シュパン 鈴木恵一 ジェームス・ウィーバー                        | トラスト                             | D      |
| 201 | マツダ・757                       | 片山義美 寺田陽次郎 ピエール・デュドネ                                  | マツダスピード                       | D      |
| 202 | マツダ・757                       | 従野孝司 デビッド・ケネディ                                             | マツダスピード                       | D      |